# Josep Estrada i Garriga
Josep Estrada i Garriga (Granollers, Vallès Oriental, 10 de març de 1912 - ibíd., 9 d'octubre de 2001) fou arqueòleg i historiador aficionat.
Josep Estrada fou el pioner de l'arqueologia al Vallès Oriental i un nom de referència en l'arqueologia de camp a Catalunya. Així mateix, destaca fortament la seva tasca com a historiador local de Granollers. Un dels fundadors de l'Agrupació Excursionista de Granollers.
De familia molt humil, tenia d'escombrar l'escola per poder assistir a les classes. Inicia el seu interés per l'arqueologia als 15 anys quan troba a l'hort de casa una moneda romana. El 1944 es casa amb Feli Miyares Morante a l'església romànica de Sant Fèlix de Canovelles.